# Airinae
Airinae Fr., 1835 è una sottotribù di piante angiosperme monocotiledoni appartenente alla famiglia delle Poacee (o Gramineae, nom. cons.).

## Etimologia
Il nome della sottotribù deriva dal suo genere tipo Aira L., 1753 il cui nome deriva da un vecchio nome greco (aira) per una pianta infestante (forse erba zizzania).
Il nome scientifico della sottotribù è stato definito dal micologo e botanico svedese Elias Magnus Fries (Femsjö, 15 agosto 1794 – Uppsala, 8 febbraio 1878) nella pubblicazione "Corpus Florarum Provincialium Sueciae. I. Floram Scanicam" (Fl. Scan.: 196, 198. 1835) del 1835.

## Descrizione

### Portamento
Il portamento delle specie di questo gruppo in genere è cespuglioso con forme biologiche (con o senza rizomi) tipo emicriptofita cespitosa (H caesp) e cicli biologici annuali o perenni. I culmi sono cavi a sezione più o meno rotonda. In queste piante non sono presenti i micropeli.

### Foglie
Le foglie lungo il culmo sono disposte in modo alterno, sono distiche e si originano dai vari nodi. Sono composte da una guaina, una ligula e una lamina. Le venature sono parallelinervie. Non sono presenti i pseudopiccioli e, nell'epidermide delle foglia, le papille.
- Guaina: la guaina è abbracciante il fusto e in genere è priva di auricole.
- Ligula: la ligula è membranosa e a volte è cigliata.
- Lamina: la lamina ha delle forme generalmente lineari o arrotolate.

### Infiorescenza

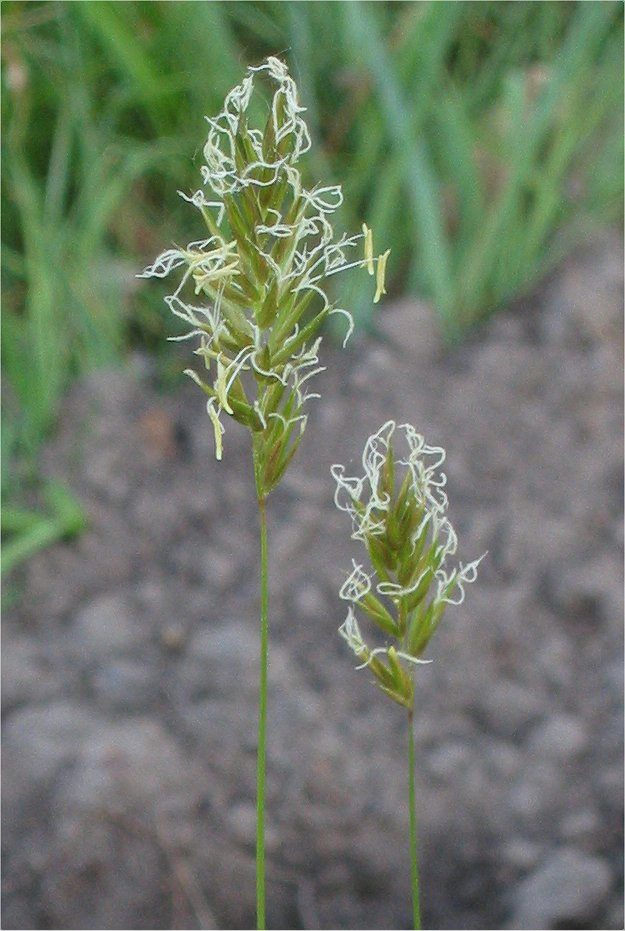
Infiorescenza
Aira preacox

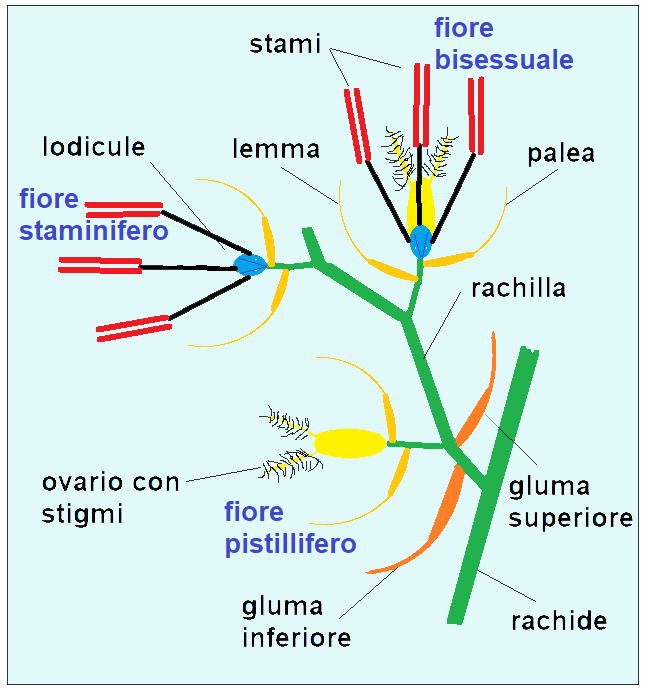
Spighetta generica con tre fiori diversi

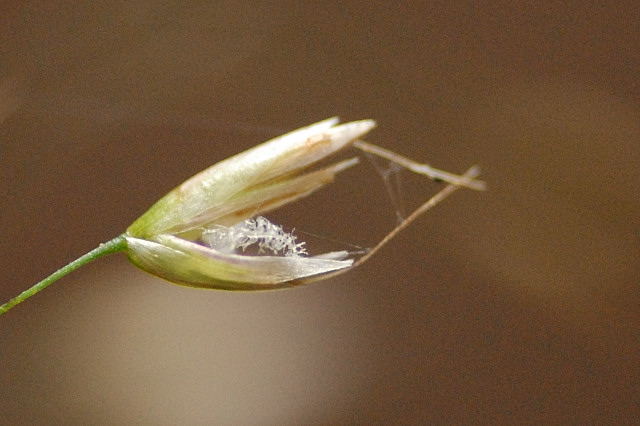
I fiori
Avenella flexuosa

- Infiorescenza principale (sinfiorescenza o semplicemente spiga): le infiorescenze, ascellari e terminali, in genere sono ramificate e sono formate da alcune spighette ed hanno la forma di una pannocchia aperta o contratta. La fillotassi dell'inflorescenza inizialmente è a due livelli, anche se le successive ramificazioni la fa apparire a spirale.
- Infiorescenza secondaria (o spighetta): le spighette, compresse lateralmente, sottese da due brattee distiche e strettamente sovrapposte chiamate glume (inferiore e superiore), sono formate generalmente da due fiori separate da un internodo molto corto. Possono essere presenti dei fiori sterili; in questo caso sono in posizione distale rispetto a quelli fertili. Alla base di ogni fiore sono presenti due brattee: la palea e il lemma. La rachilla normalmente non si estende, oppure se si estende è pubescente (Avenella). La disarticolazione avviene con la rottura della rachilla sotto ogni fiore. Le spighette in genere sono piccole (in Aira sono minori di 5 mm).

- Glume: le glume, persistenti, con forme ovate e con apici acuti, in genere sono più lunghe dei fiori; la superficie a volte è lucente ed è percorsa da 1 - 3 venature longitudinali. In Corynephorus le glume sono ialine.
- Palea: la palea, leggermente più corta del lemma, è un profillo con due venature; può essere cigliata.
- Lemma: il lemma, con forme ovate, genicolato e con apici bilobati, a volte è pubescente abassialmente; la consistenza è membranosa e diviene soda a maturità.

### Fiori
- I fiori fertili sono attinomorfi formati da 3 verticilli: perianzio ridotto, androceo e gineceo.

- Formula fiorale:

*, P 2, A (1-)3(-6), G (2–3) supero, cariosside.
- Il perianzio è ridotto e formato da due lodicule, delle squame traslucide, poco visibili (forse relitto di un verticillo di 3 sepali). Le lodicule sono membranose e non vascolarizzate.

- L'androceo è composto da 3 stami ognuno con un breve filamento libero, una antera sagittata e due teche. Le antere, piccole, sono basifisse con deiscenza laterale. Il polline è monoporato.

- Il gineceo è composto da 3-(2) carpelli connati formanti un ovario supero. L'ovario, glabro, ha un solo loculo con un solo ovulo subapicale (o quasi basale). L'ovulo è anfitropo e semianatropo e tenuinucellato o crassinucellato. Lo stilo, breve, è unico con due stigmi papillosi e distinti.

### Frutti
I frutti sono del tipo cariosside, ossia sono dei piccoli chicchi indeiscenti e fusiformi, nei quali il pericarpo è formato da una sottile parete che circonda il singolo seme. In particolare il pericarpo è fuso al seme ed è aderente. L'endocarpo non è indurito e l'ilo è puntiforme. L'embrione è piccolo e provvisto di epiblasto ha un solo cotiledone altamente modificato (scutello senza fessura) in posizione laterale. I margini embrionali della foglia non si sovrappongono.

## Biologia
Come gran parte delle Poaceae, le specie di questa tribù si riproducono per impollinazione anemogama. Gli stigmi più o meno piumosi sono una caratteristica importante per catturare meglio il polline aereo. 
La dispersione dei semi avviene inizialmente a opera del vento (dispersione anemocora) e una volta giunti a terra grazie all'azione di insetti come le formiche (mirmecoria).

## Distribuzione e habitat
La distribuzione delle specie di questa sottotribù è prevalentemente mediterranea.

## Tassonomia
La famiglia delle Poacee comprende circa 800 generi e oltre 9.000 specie. È una delle famiglie più numerose e più importanti del gruppo delle monocotiledoni. La famiglia è suddivisa in 12 sottofamiglie, la sottotribù Airinae fa parte della sottofamiglia Pooideae, tribù Poeae.

### Generi
La tribù si compone di 4 generi e 21 specie:
- Aira L. (11 specie)
- Avenella Bluff ex Drejer (2 spp.)
- Corynephorus P.Beauv. (7 spp.)
- Periballia Trin. (1 sp.)

In precedenza all'interno di questo gruppo erano descritti altri quattro generi: Avenula (ora in Avenulinae), Molineriella (ora in Helictochloinae), Antinoria (ora in Antinoriinae) e Helictochloa (ora in Helictochloinae).

### Filogenesi
La sottotribù Airinae, più precisamente, fa parte della tribù Poeae R.Br., 1814 e quindi della supertribù Poodae L. Liu, 1980. La tribù Poeae (formata da diverse sottotribù suddivise in alcune supersottotribù) è l'ultimo nodo della sottofamiglia Pooideae ad essersi evoluto (gli altri precedenti sono la tribù Brachyelytreae, e le supertribù Nardodae, Melicodae, Stipodae e Triticodae). La sottotribù Airinae appartiene al gruppo con le sequenze dei plastidi di tipo "Poeae" (definito "Poeae chloroplast groups 2 ").
All'interno della tribù il gruppo Airinae occupa una posizione "basale" (come "gruppo fratello" al resto della tribù) o in disposizione politomica insieme ad altre sottotribù (Sesleriinae, Scolochloinae, Holcinae, Aristaveninae e Helictochloinae). Dalle analisi risulta che la sottotribù come è circoscritta attualmente è monofiletica. Inoltre in alcune analisi le sottotribù Airinae e Holcinae formano un "gruppo fratello". Ulteriori studi sono necessari per avere informazioni più dettagliate e precise.
Le seguenti sinapomorfie sono relative a tutta la sottofamiglia (Pooideae):
- la fillotassi dell'inflorescenza inizialmente è a due livelli;
- le spighette sono compresse lateralmente;
- i margini embrionali della foglia non si sovrappongono;
- l'embrione è privo della fessura scutellare.

Le sinapomorfie relative alla tribù Poeae sono:
- l'ilo è puntiforme;
- dei lipidi (grassi) sono presenti nell'endosperma;
- le lodicule sono prive di ciglia;
- l'ovario è glabro.

Per la sottotribù sono descritte le seguenti sinapomorfie:
- Corynephorus: il lemma è diviso in due porzioni (ritorto in basso e a forma di bastoncello sopra) e con peli alla connessione tra le due porzioni;
- Periballia: le barbe del lemma sono diritte.

Il cladogramma seguente, tratto dallo studio citato e semplificato, mostra una possibile struttura filogenetica della sottotribù.
|  | Avenella                                            |
|  |                                                     |
|  | \| \| Aira \| \| \| \| \| \| Periballia \| \| \| \| |
|  |                                                     |
|  | Aira                                                |
|  |                                                     |
|  | Periballia                                          |
|  |                                                     |

|  | Aira       |
|  |            |
|  | Periballia |
|  |            |

|  | Avenella                                            |
|  |                                                     |
|  | \| \| Aira \| \| \| \| \| \| Periballia \| \| \| \| |
|  |                                                     |
|  | Aira                                                |
|  |                                                     |
|  | Periballia                                          |
|  |                                                     |

|  | Aira       |
|  |            |
|  | Periballia |
|  |            |

### Specie della flora italiana
Nella flora spontanea della penisola italiana sono presenti i seguenti generi di questo gruppo (il numero delle specie può essere approssimativo):
- Aira con 7 specie (8 in Europa).[16][17]
- Avenella con 1 specie (1 in Europa).[18][19]
- Corynephorus con 3 specie (5 in Europa).[20][21]
- Periballia con 1 specie (1 in Europa).[22][23]